# 상의사
상의사는 대한민국 충청남도 청양군 화성면에 있다. 2018년 1월 12일 청양군의 향토유적 제18호로 지정되었다.

## 개요
조선 영조, 정조대의 대표적 학자이자 정치가인 번암 채재공 (1720～1799)의 영정을 모시고 제향을 올리는 사우로 1989년 영당을 현재의 모습으로 재건하였다.

## 같이 보기
- 채제공